# Forcipomyia sabroskyi
Forcipomyia sabroskyi är en tvåvingeart som beskrevs av Tokunaga 1959. Forcipomyia sabroskyi ingår i släktet Forcipomyia och familjen svidknott. Inga underarter finns listade i Catalogue of Life.